# 데이아네이라
데이아네이라(고대 그리스어: Δηϊάνειρα / Δῃάνειρα, 라틴어: Deianeira; Deianira)는 그리스 신화에 등장하는 여성이다. ‘남편을 다치게 한 사람’이라는 뜻에서 장모음을 생략하고 데이아니라로도 표기된다. 아버지는 아이톨리아의 칼리돈 왕 오이네우스(일설에는 디오니소스), 어머니는 칼리돈의 왕비 알타이아이며, 오빠는 멜레아그로스, 언니로는 멜라니페가 있다.

## 생애
디오니소스의 총애를 받는 오이네우스 왕과 왕비 알타이아 사이에 칼리돈의 공주로 태어났다. 어린 소녀일 때 강의 신 아켈로오스로부터 구애를 받지만, 아버지 오이네우스의 뜻에 따라 사위 후보가 된 헤라클레스와 아켈로오스와의 싸움에서 승리한 헤라클레스에게 시집을 가 세 번째 아내가 되었다. 헤라클레스 사이에서 적자 필로스를 낳았다.
에우에노스 강을 도하하려던 과정에서 남편 헤라클레스는 아무 문제가 없었지만 데이아네이라 본인이 문제였는데, 이 과정에서 뱃사공인 켄타우로스 네소스가 강을 건널 수 있게 도와주겠다고 하였고, 헤라클레스는 그에게 아내를 맡겼는데, 이 과정에서 데이아네이라를 납치하려고 했다. 이를 본 헤라클레스가 독화살을 쏘아 네소스를 죽이고 아내를 구해주었다. 그 후 헤라클레스가 포로로 잡은 공주 이올레가 헤르클레스와 사랑에 빠졌다는 소식을 듣고서는 투니카에 네소스의 피를 발라 리카스에 전해주게 한다. 네소스가 죽기 전에 데이아네이라에게 자신의 피를 ‘사랑의 묘약’이라고 거짓말을 했으며, 이 거짓에 속은 데이아네이라는 네소스의 피와 섞인 히드라 독을 헤라클레스의 속옷에 발라둔 것이다. 이걸 입은 헤라클레스는 죽음의 고통에 시달리게 되었으며, 그 전말을 듣게 된 데이아네이라는 네소스에게 속았다는 걸 뒤늦게 깨닫고 본인이 어리석었다며 목을 매거나 칼로 자살했다.
이러한 이유로 데이아네이라는 ‘헤라클레스를 죽음으로 내몬 만악의 근원’으로 손꼽히고 있다.

## 갤러리

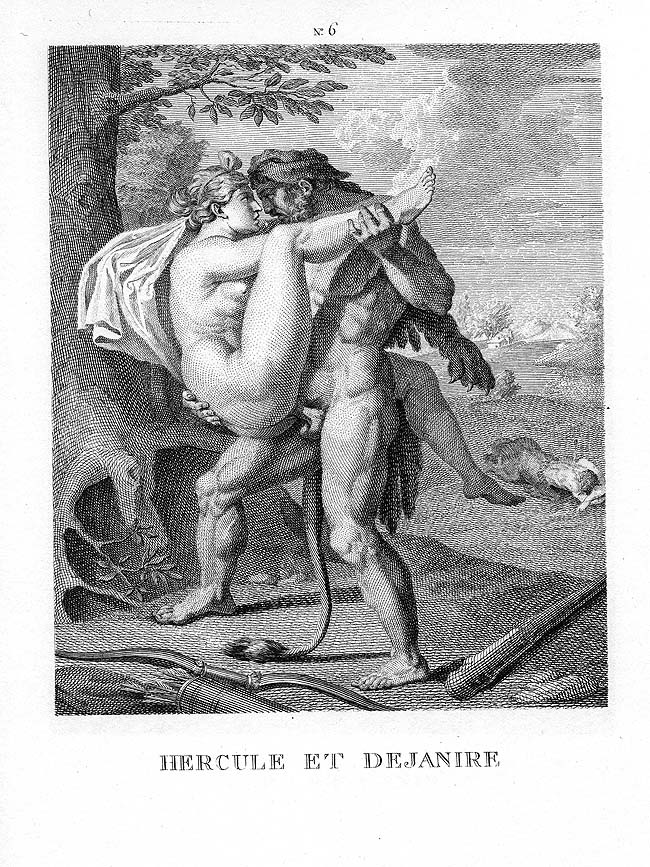
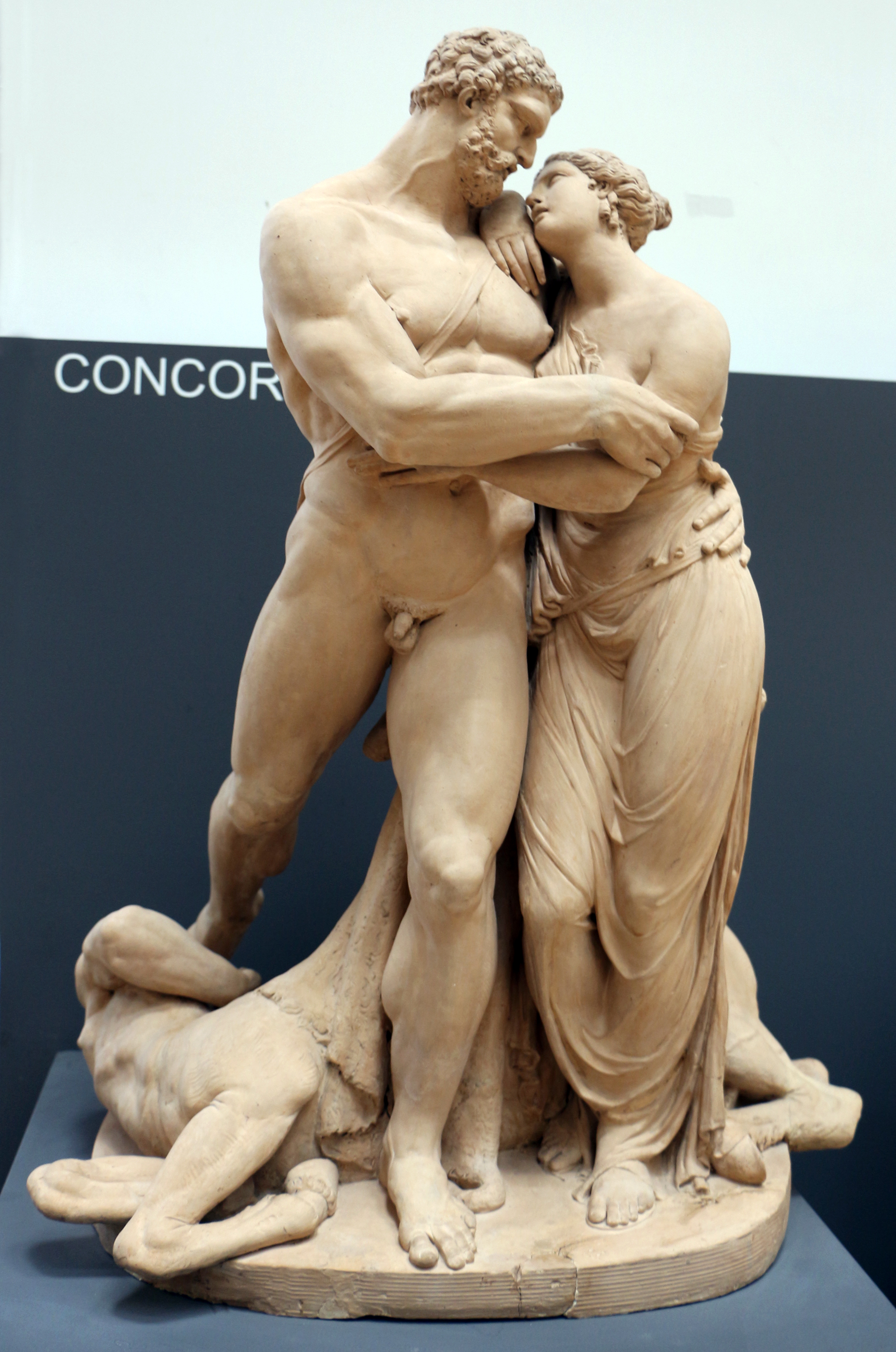
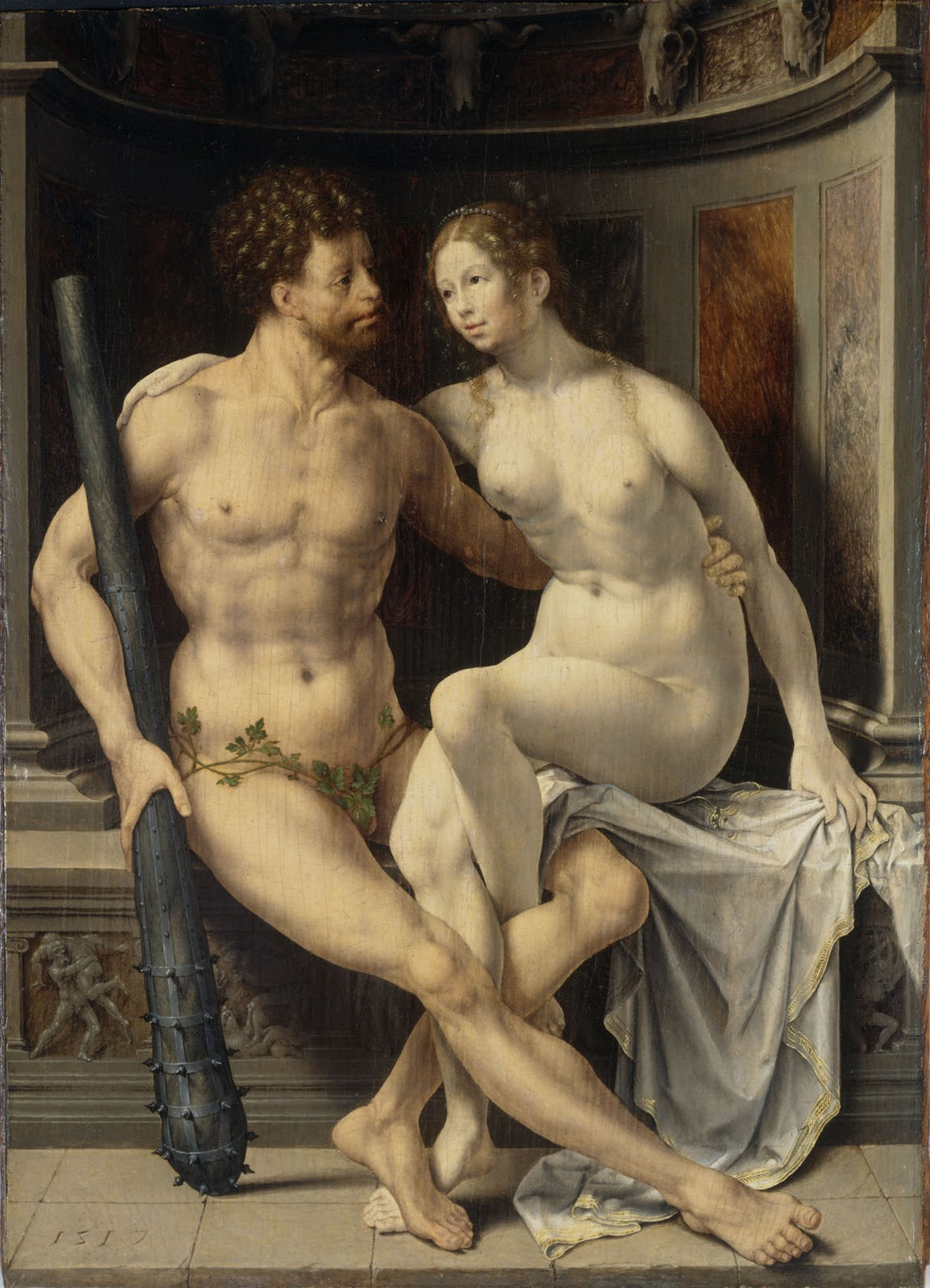